# Сільничка

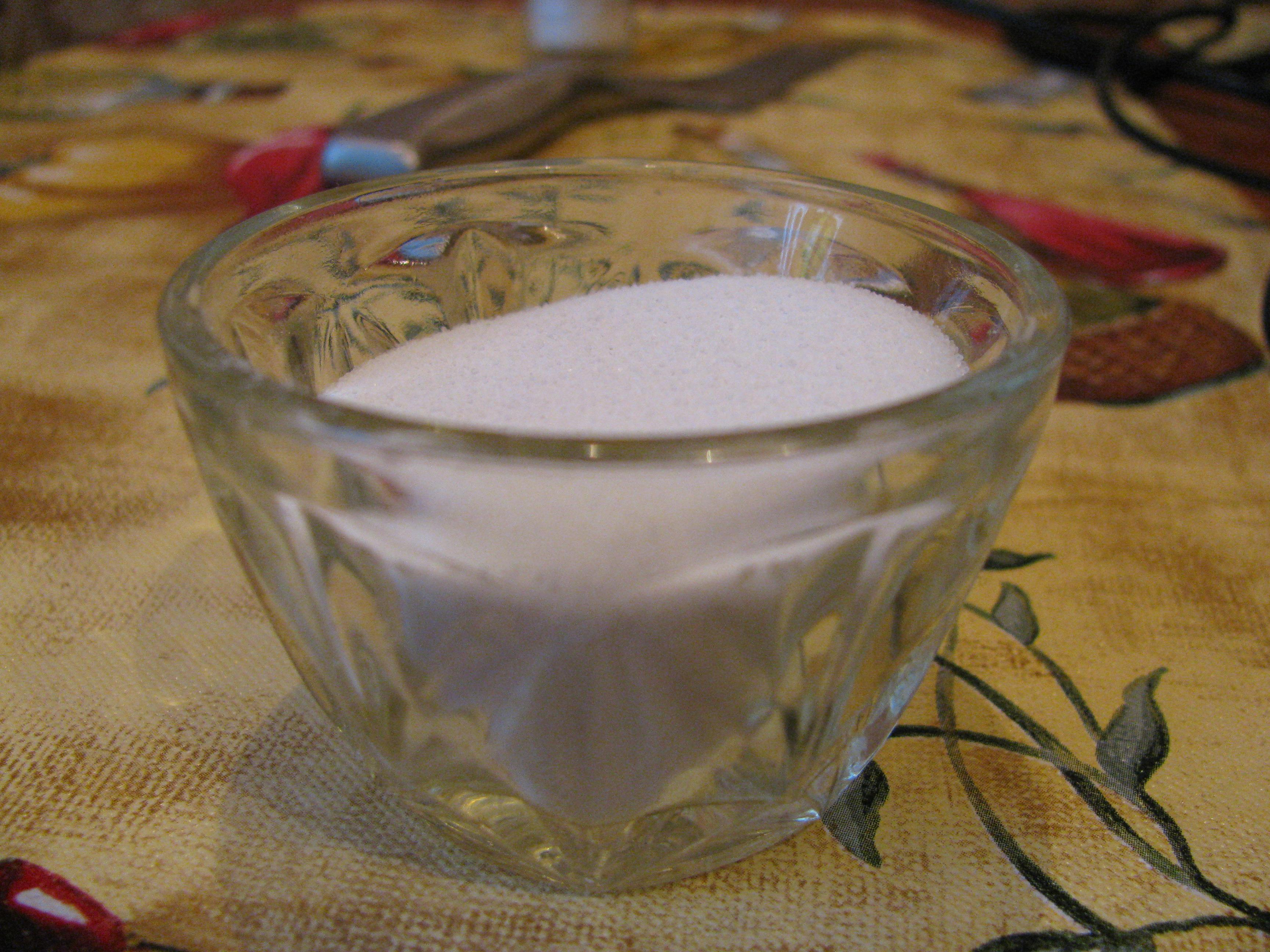
Сільничка

Сільни́чка, сільни́ця — невеликий посуд для солі, яку подають до столу. Може бути різних конструкцій. Поширені сільнички відкритого типу у вигляді невеликої мисочки з високими бортиками чи циліндра, закритого кришкою-ситечком, через яке просіюється сіль (див. фото).
Як правило виготовляється зі скла, пластмаси, кераміки, дерева або металу.
Сільниця може виконуватися в комплекті з перечницею і гірчичницею — такий прибор називається судок.

## Галерея

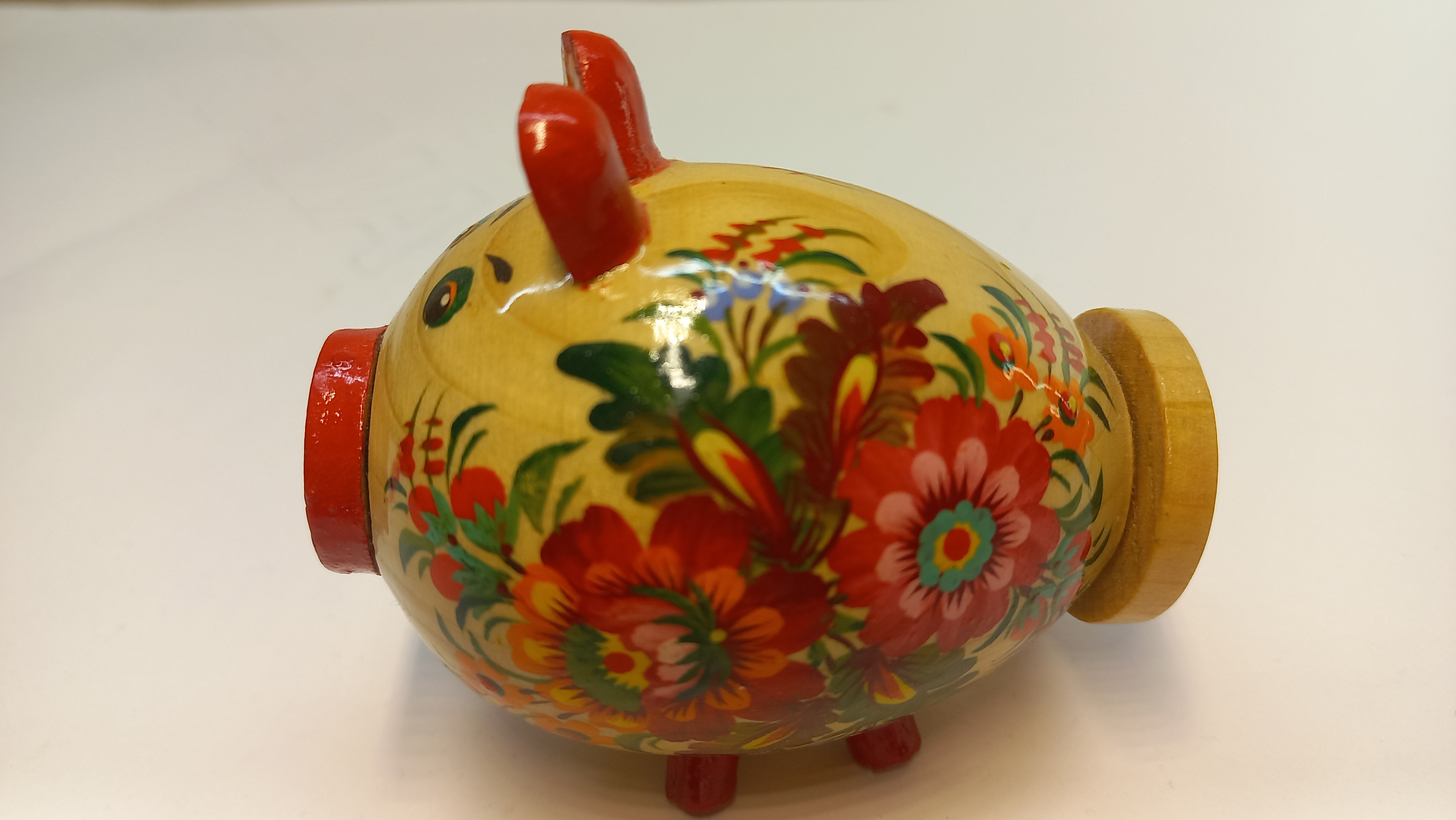
Свинка сільничка з розписом
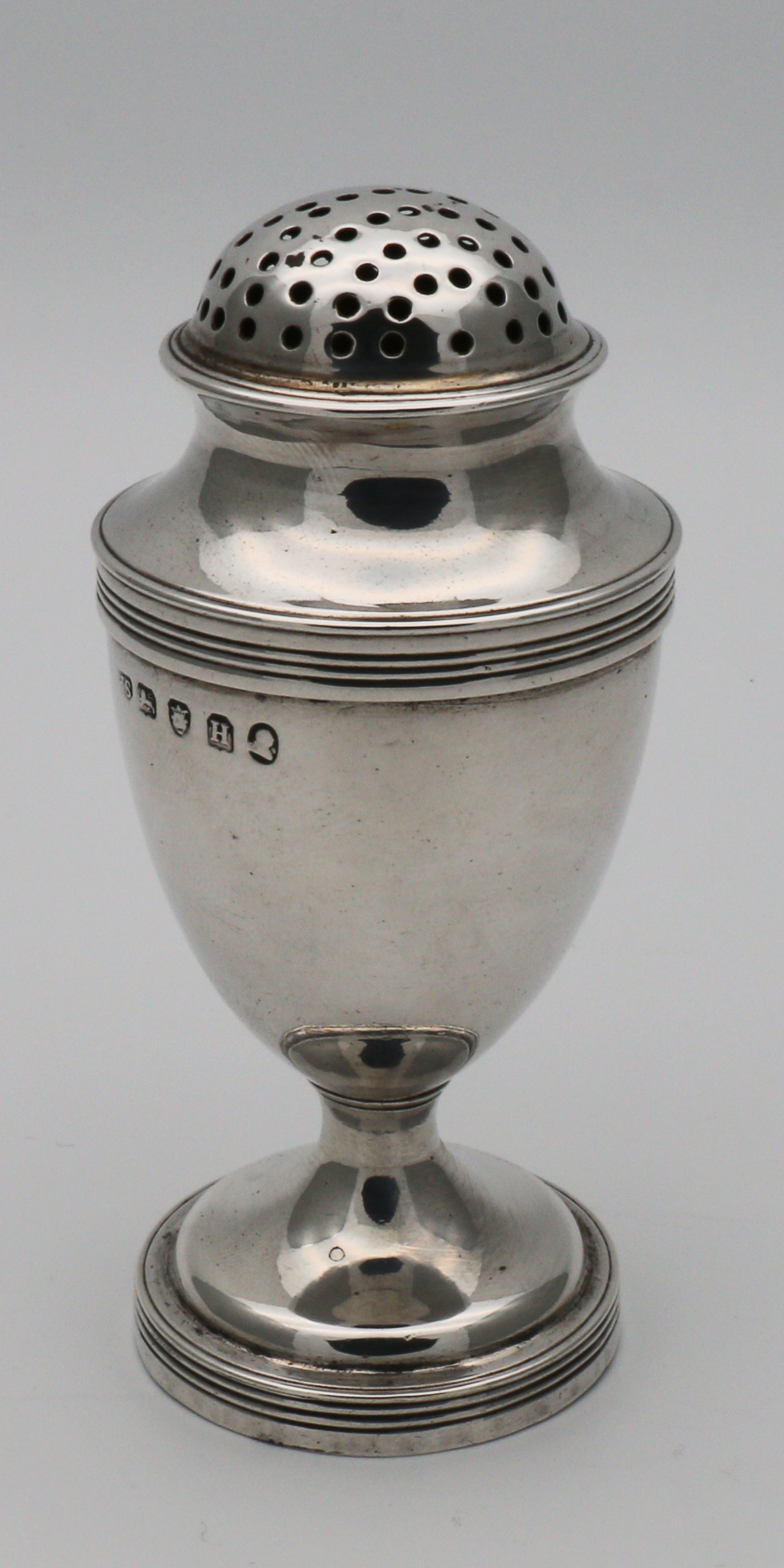
Сільничка закритого типу